# Daidalometra
Daidalometra is een geslacht van haarsterren uit de familie Thalassometridae.

## Soorten
- Daidalometra arachnoides (A.H. Clark, 1909)
- Daidalometra eurymedon A.H. Clark, 1950
- Daidalometra hana (A.H. Clark, 1907)